# Aleksandar Ivović
Aleksandar Ivović (em montenegrino:  Александар Ивовић; Herceg Novi, 24 de fevereiro de 1986) é um jogador de polo aquático montenegrino.

## Carreira
Ivović integrou o elenco da Seleção Montenegrina de Polo Aquático em três edições de Jogos Olímpicos, ficando em quarto lugar tanto em Pequim 2008 quanto em Londres 2012 e no Rio 2016.